# Rynoltice
Rynoltice (německy Ringelshain) jsou vesnice a obec na severu Čech, v okrese Liberec, v Libereckém kraji. Leží asi 17 km západně od Liberce, 4 km severovýchodně od Jablonného v Podještědí na silnici z Jablonného v Podještědí do Chrastavy, mezi Lužickými horami a Ještědsko-kozákovským hřbetem, protéká jí Panenský potok. Ve vsi je mateřská a základní škola. V celé obci včetně místních částí žije 851 obyvatel.
V minulosti k Rynolticím patřila i osada Feldhäuser (též Sechshäuser), zaniklá po druhé světové válce. Ležela východně od vsi na západním okraji Jítravy, na úpatí návrší při hlavní silnici I/13, v okolí místa se souřadnicemi 50.7954117N a 14.8403414E.

## Historie

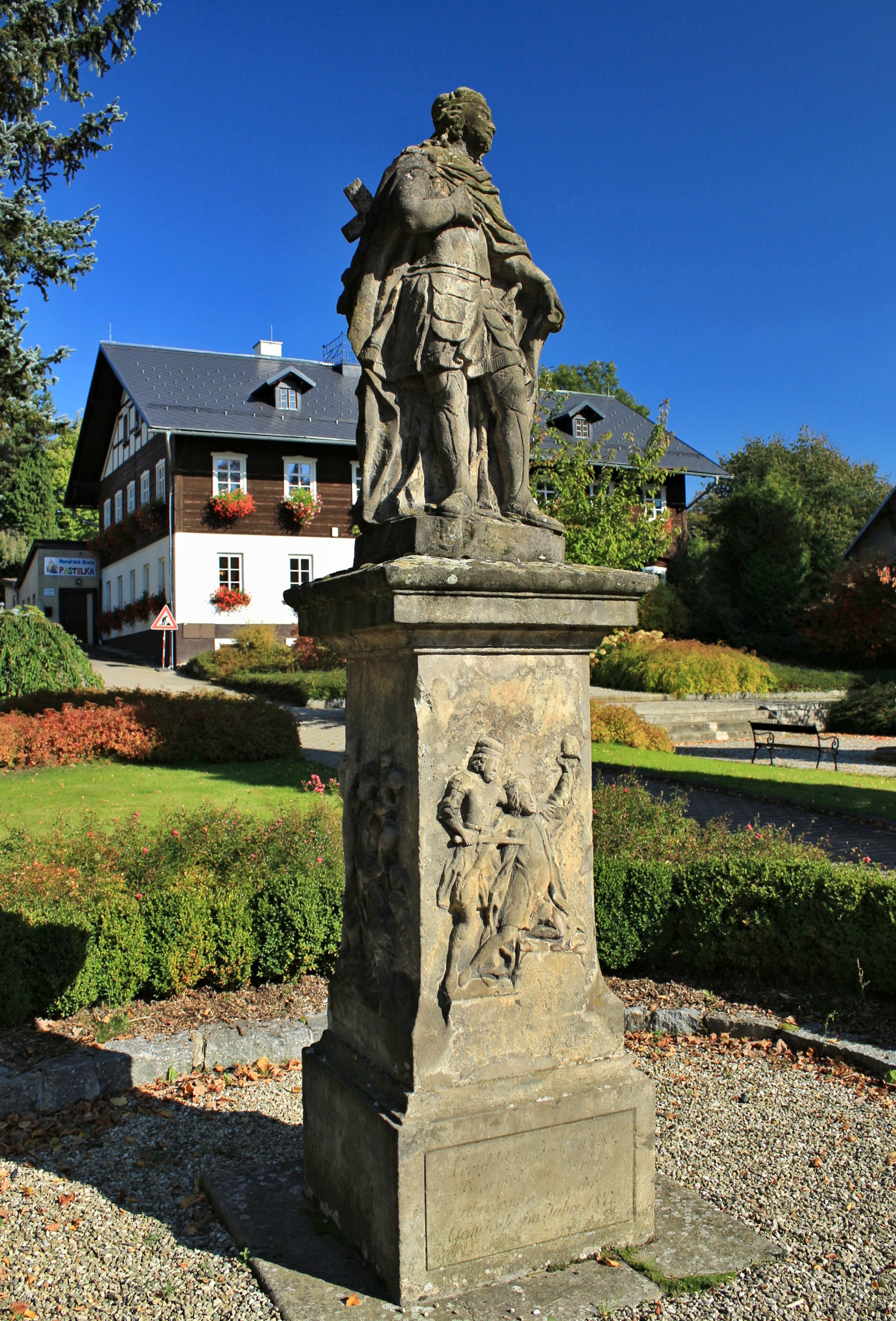
Socha sv. Václava před obecním úřadem

Obec byla založena ve 14. století, první písemná zmínka o obci pod jménem Rinoldi villa pochází z roku 1369. Obec byla vypleněna během husitských válek, znovuosídlit ji nechal tehdejší majitel lemberského panství Jindřich Kurcpach z Trachenberka roku 1550.
Také za třicetileté války byla ves poničena. Roku 1680 se obyvatelé Rynoltic zúčastnili povstání proti vrchnosti. Obyvatelé obce se původně živili převážně zemědělstvím a formanstvím, v 19. století se v okolí rozmohlo také pašování tabáku, doutníků, cukru, kávy, koření, bavlny, hedvábí a střelného prachu. Dokonce i po roce 1843, kdy byla v obci zřízena finanční stráž, docházelo mezi stráží a pašeráky k potyčkám. Přesto však stráž dokázala pašování omezit a obyvatelé se začali živit obchodem se střižním zbožím.

## Části obce
- Rynoltice (Ringelshain)
- Černá Louže (Schwarze Pfütze) je nevelká osada s restaurací a chatovým kempem. Při silnici stojí kaple z roku 1724.
- Jítrava (Pankratz)
- Polesí (Finkendorf) je dnes oblíbené rekreační místo, dříve šlo o pašeráckou osadu. V době protivrchnostenského povstání roku 1680 se zde ukrýval před selskými rebely učitel Sebastian Finke stojící tehdy na straně šlechtického rodu Bredů. V obci je koupaliště a nedaleko ní se nachází skalní vyhlídka Havran. Na rozcestí v lese se nachází „třípanský kámen“ z roku 1680 označující hraniční bod panství Jablonného, Lemberka a Grabštejna.
- Nová Starost

## Doprava
Obcí prochází železniční trať 086 z Liberce do České Lípy, nachází se zde také železniční stanice, která byla v roce 2013 vyhlášena nejkrásnější nádražní budovou v České republice. Rynoltice protíná silnice I/13, na místní autobusové zastávce zastavují autobusové spoje dopravců ČSAD Liberec, ČSAD Česká Lípa a BusLine.

## Pamětihodnosti
- Barokní kostel sv. Barbory vznikl v letech 1745–48 přestavbou starší kaple z roku 1669.
- Pozdně barokní patrová budova bývalé fary z 2. poloviny 18. století se nachází u  kostela.
- Roubené stavby z 19. století stojí u silnice do Janovic.
- Sousoší sv. Václava a sv. Jana Nepomuckého před budovou obecního úřadu pochází z roku 1735.
- V březnu 1757 v Rynolticích strávil 3 dny vojevůdce Ernst Gideon von Laudon (1717–1790), který za sedmileté války velel rakouské armádě na severu Čech. Na patrovém roubeném domě č. p. 3 připomíná jeho návštěvu pamětní deska. Podle pověsti právě tady vznikla známá písnička o generálu Laudonovi s bílou čepicí.
- Ze vsi pochází rod Schichtů. Georg Schicht zahajuje roku 1848 výrobu mýdla v Rynolticích. Spolu se svým synem Johannem zakládají roku 1882 pobočku v Ústí nad Labem, ze které brzy vzniká velká továrna, pozdější Georg Schicht AG, následně Severočeské tukové závody (STZ, Setuza). V roce 1891 nechávají zaregistrovat obchodní značku mýdlo s jelenem.[8]

## Osobnosti
- Georg Schicht (15. 3. 1820 Rynoltice, zemřel 7. 10. 1887 ve Zhořelci), rakouský podnikatel[9]
- Johann Schicht (1855–1907), rakouský podnikatel

## Galerie

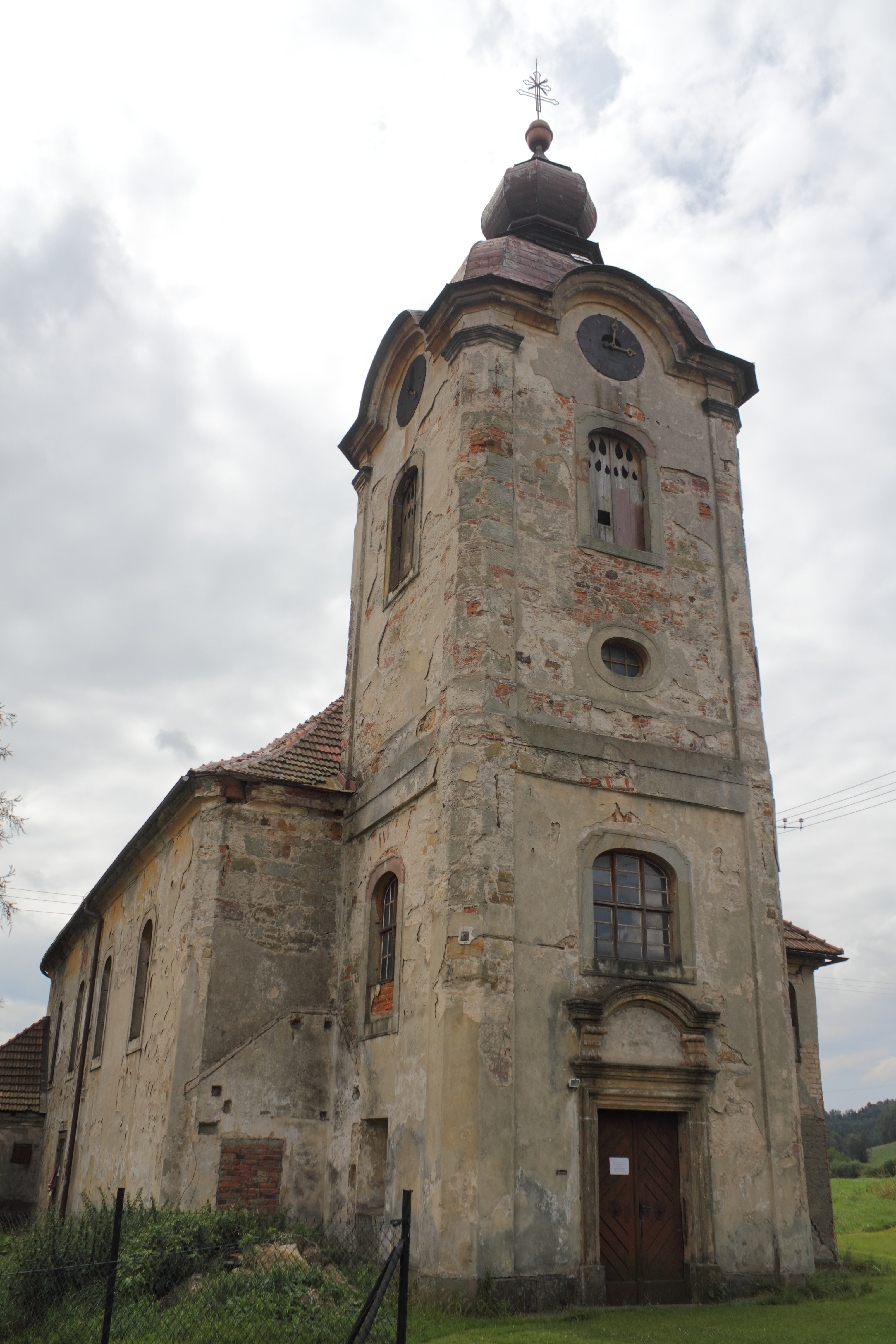
Kostel svaté Barbory
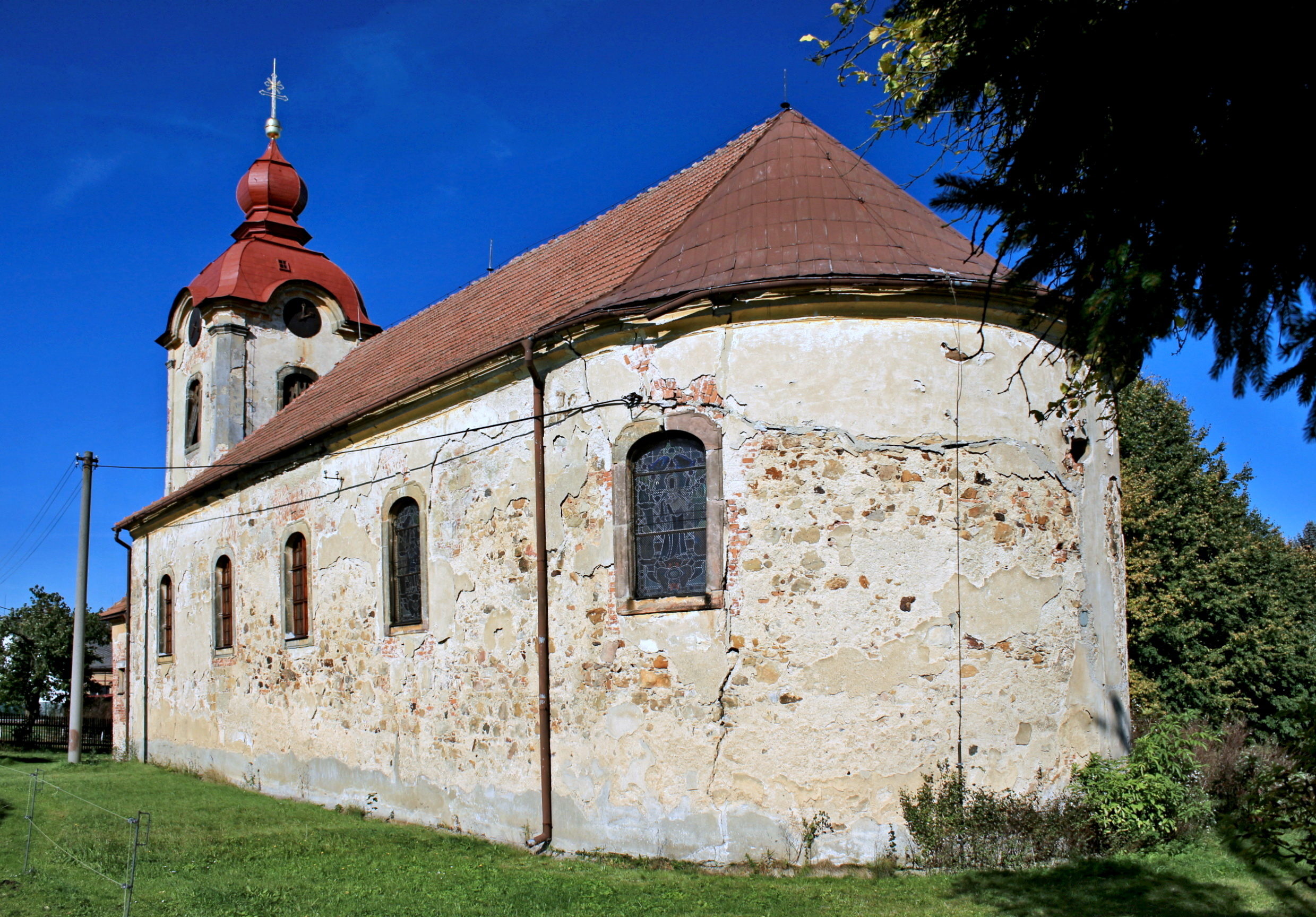
Závěr kostela sv. Barbory
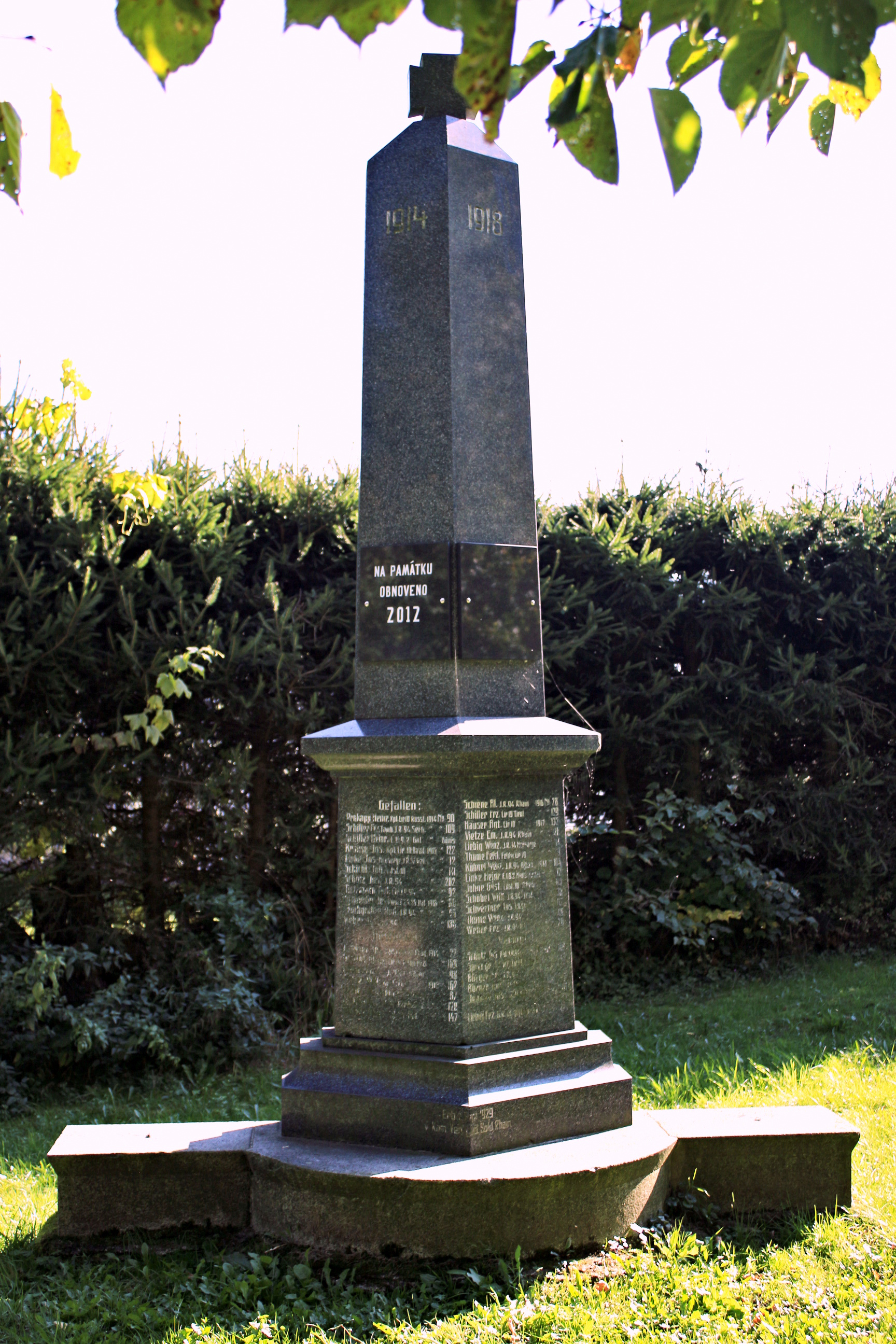
Pomník u kostela se jmény rynoltických občanů padlých v první světové válce
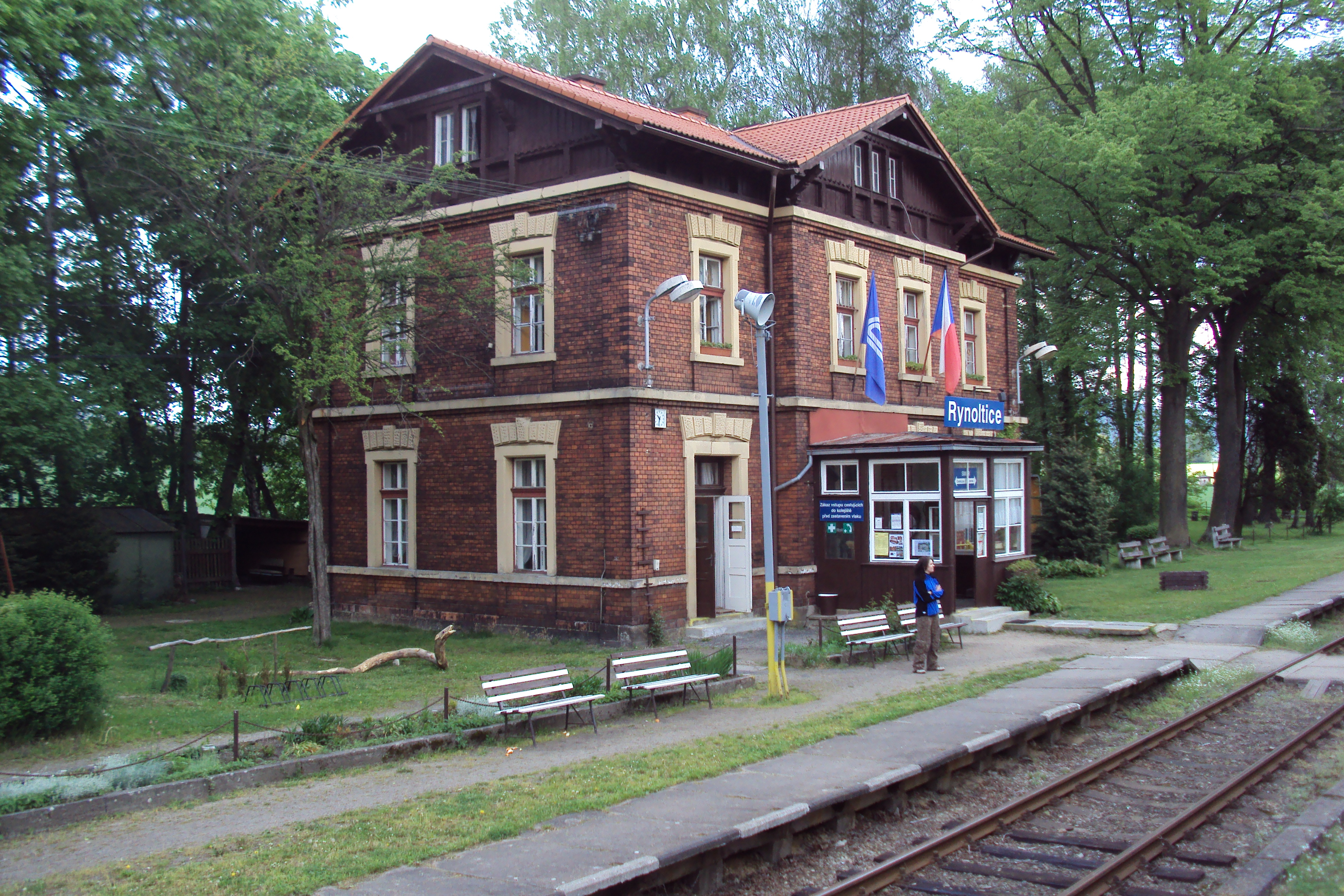
Železniční stanice Rynoltice
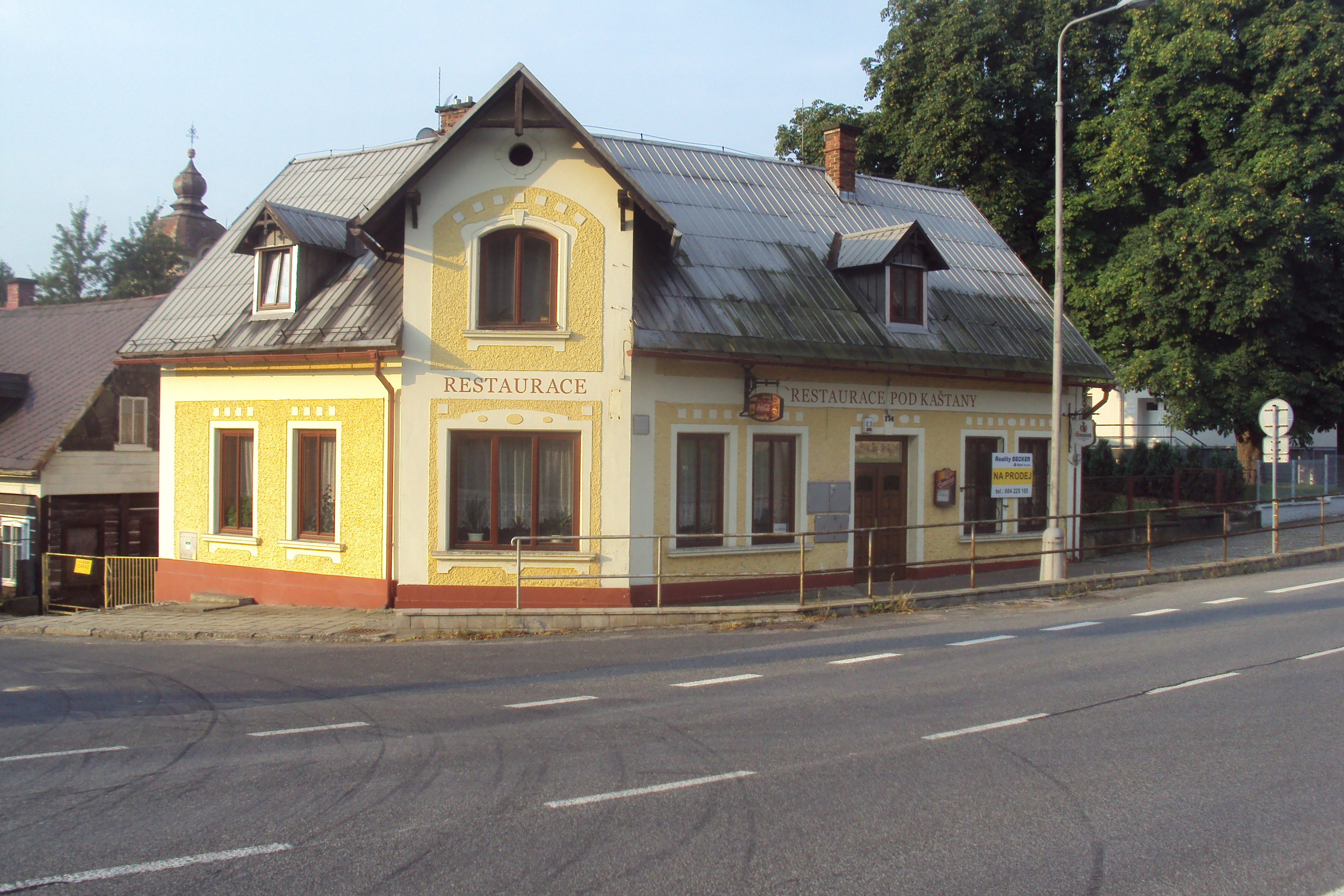
Restaurace Pod kaštany
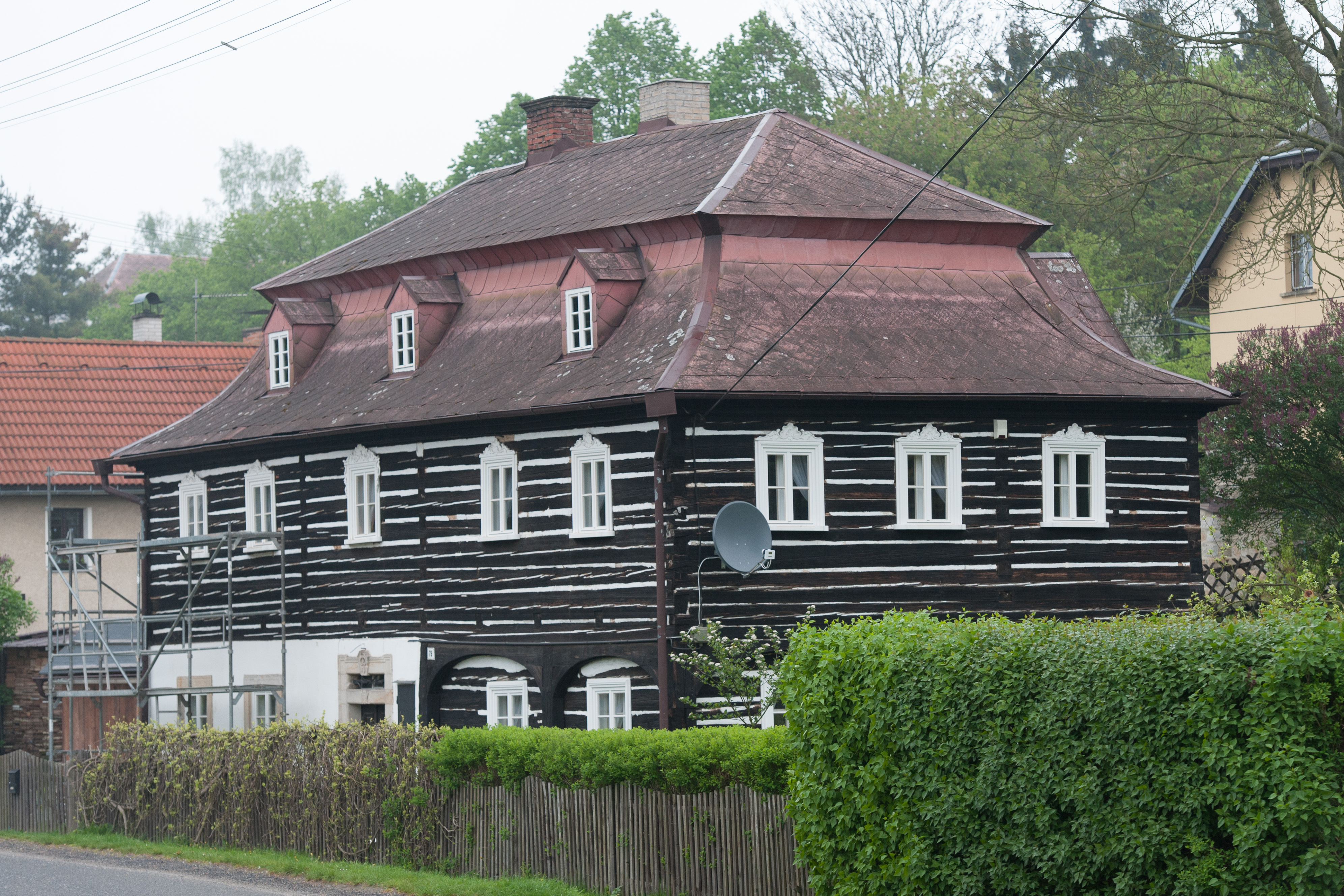
Dům čp. 75
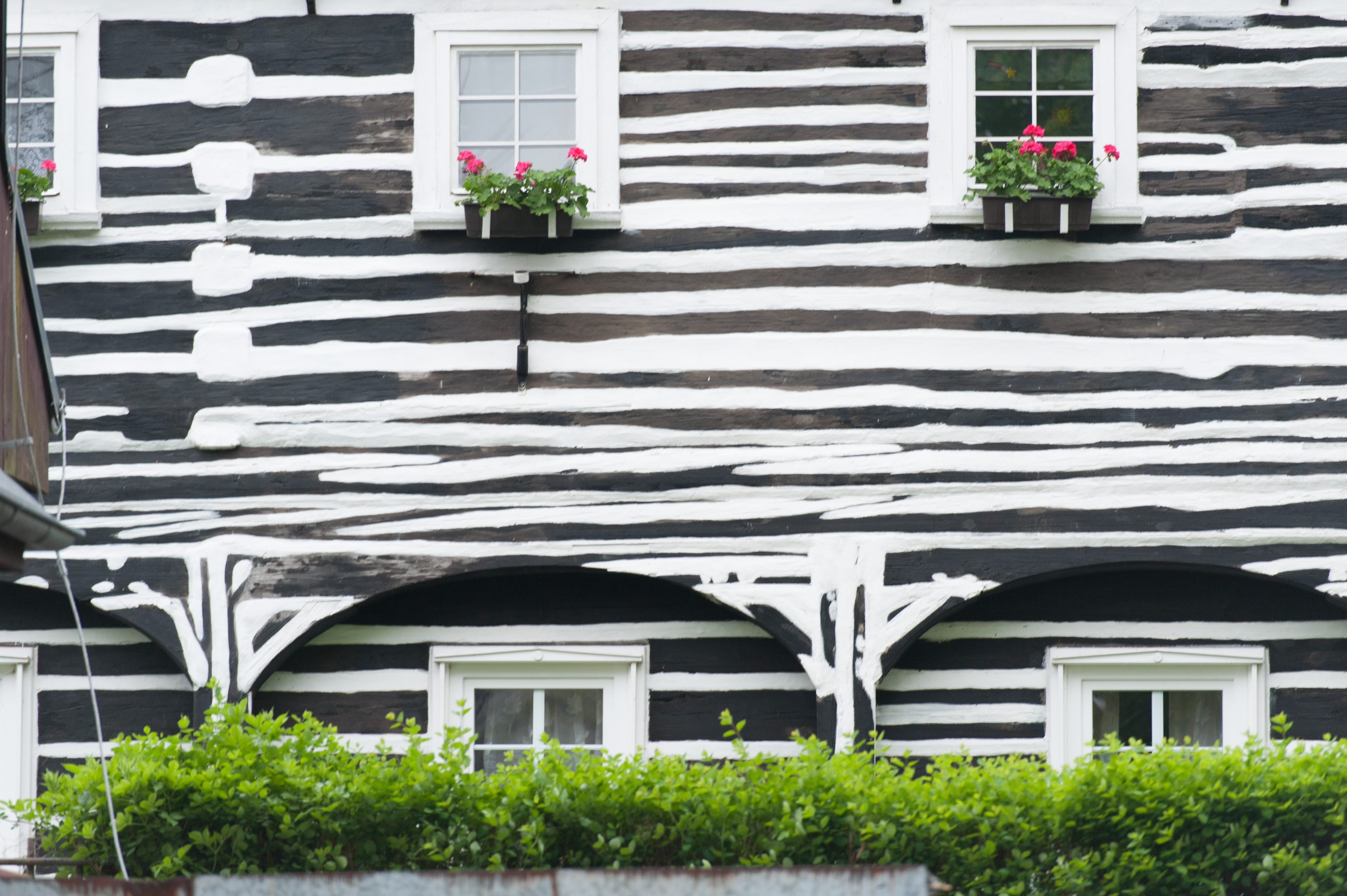
Dům čp. 3, detail roubení.
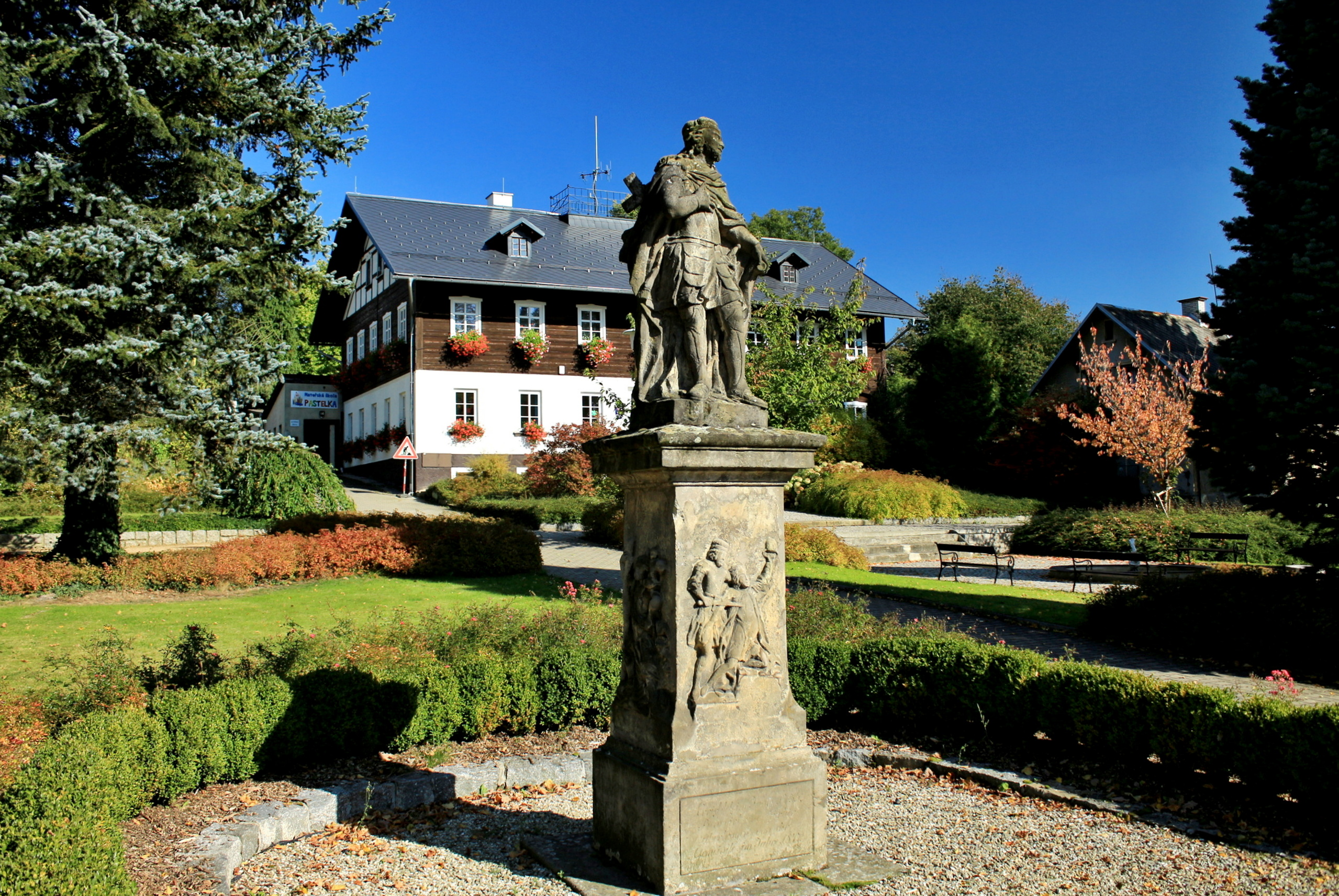
Socha sv. knížete Václava, v pozadí obecní úřad